# 黔东银叶杜鹃
黔东银叶杜鹃（学名：Rhododendron argyrophyllum sp. nankingense）为杜鹃花科杜鹃花属下的一个亚种。